# Päidla Kõverjärv
Päidla Kõverjärv (est. Kõverjärv (Päidla Kõverjärv)) – jezioro w Estonii,  w prowincji Valgamaa, w gminie Palupera. Należy do pojezierza Päidla (est. Päidla järved). Położone jest na północ od wsi Päidla. Ma powierzchnię 8,8 ha, linię brzegową o długości 1527 m, długość 600 m i szerokość 220 m. Sąsiaduje z jeziorami Päidla Ahvenjärv, Kalmejärv, Päidla Väikejärv, Näkijärv, Päidla Mudajärv, Päidla Mõisajärv, Mõrtsuka, Nõuni, Päidla Räbi, Päidla Uibujärv, Väike-Nõuni. Położone jest na terenie obszaru chronionego krajobrazu Otepää looduspark. Jezioro zamieszkują m.in.: okoń, płoć, leszcz, szczupak, wzdręga, lin i karp.